# 光町 (山口県)
光町（ひかりちょう）は山口県南東部、熊毛郡に属していた町。現在の光市中心部を含む西部にあたる。
本項では発足当初の名称である周南町（しゅうなんちょう）についても述べる。なお、光市は1943年、1955年、2004年の3度にわたり新設合併によって発足したもので、本町とは別の自治体である。

## 地理
- 山：潮音寺山、烏帽子岳、鶴羽山、千坊山
- 河川：島田川
- 海洋：周防灘
- 島嶼：大水無瀬島

## 歴史
- 1939年（昭和14年）4月1日 - 光井村・島田村・浅江村・三井村が合併して周南町が発足。
- 1940年（昭和15年）10月1日 - 周南町が改称して光町となる。
- 1943年（昭和18年）4月1日 - 室積町と合併して光市が発足。同日光町廃止。

## 交通

### 鉄道路線
- 鉄道省
  - 山陽本線
    - 島田駅 - 光駅